# Telmatobius vellardi
Telmatobius vellardi es una especie  de anfibios de la familia Leptodactylidae.

## Distribución geográfica
Se encuentra en Ecuador.

## Estado de conservación
Se encuentra amenazada de extinción por la pérdida de su hábitat natural.